# Louis Bruinsma
Pas d'image ? Cliquez ici

a Compétitions nationales et continentales officielles uniquement.

b Matchs officiels uniquement.
Dernière mise à jour le 12 juillet 2025.
Louis Bruinsma, né le 15 juillet 2000, est un joueur espagnol-néerlandais de rugby à XV, représentant les Pays-Bas, qui évolue au poste de deuxième ligne.

## Biographie
En 2008, il joue au sein du FC Grenoble. Il y reste jusqu'en 2011, date à laquelle il part s'installer en Espagne. Il rejoint alors le FC Barcelone. Jeune talent prometteur, il intègre en 2016 le pôle espoir de Sant Boi de Llobregat. En 2017, il intègre la sélection catalane moins de 18 ans, qui remporte le championnat des communautés autonomes. L'année suivante, il est membre de la sélection espagnole des moins de 18 ans. 
Par la suite, il part en Écosse et intègre les rangs de l'Université de Stirling. L'été, il part en Nouvelle-Zélande rejoindre une académie. Il évolue aussi en club avec le Tauranga Sports Club, où ses performances lui permettent d'intégrer l'équipe des moins de 19 ans de Bay of Plenty Rugby Union. Après cette expérience néo-zélandaise, il revient en France et intègre l'équipe espoirs de la Section paloise. Il retrouve aussi la sélection espagnole, cette fois-ci chez les moins de 20 ans. 
Après une saison à Pau, il rejoint le Stade montois. Brillant sous les couleurs espoirs, il se voit donner l'occasion de débuter en Pro D2 lors d'un déplacement à Valence-Romans. Au total, il porte le maillot montois à deux reprises lors de la saison. L'année suivante, il continue de monter en puissance et obtient sa première titularisation lors du déplacement à Carcassonne en début de saison. 
La même année, il débute sur la scène internationale. Bien qu'ayant porté les couleurs espagnoles en sélections espoirs, il se tourne vers son pays d'origine, les Pays-Bas chez les séniors. 
Il signe ensuite un contrat de deux ans en faveur du RC Massy. 

## Statistiques

### En club
| 2020-2021 | Stade montois | 2  | 0  |
| 2021-2022 | Stade montois | 4  | 0  |
| 2022-2023 | RC Massy      | 9  | 0  |
| 2023-2024 | RC Massy      | 15 | 15 |
| 2024-2025 | RC Massy      | 5  | 5  |
| 2020-2025 | Total         | 35 | 20 |

### En sélection
| Année | Compétition  | Matchs | Points | Essais | Transf. | Drops | Pénal. |
| ----- | ------------ | ------ | ------ | ------ | ------- | ----- | ------ |
| 2021  | REC          | 2      | -      | -      | -       | -     | -      |
| 2022  | REC          | 3      | -      | -      | -       | -     | -      |
| 2022  | Tests matchs | 1      | -      | -      | -       | -     | -      |
| 2023  | REC          | 2      | -      | -      | -       | -     | -      |
| 2023  | Tests matchs | 1      | -      | -      | -       | -     | -      |
| Total | Total        | 9      | -      | -      | -       | -     | -      |